# NGC 850
NGC 850 (другие обозначения — UGC 1679, MCG 0-6-49, ZWG 387.53, NPM1G −01.0077, PGC 8369) — линзовидная галактика (S0-a) в созвездии Кита. Открыта Уильямом Гершелем в 1785 году. Описание Дрейера: «очень тусклый, очень маленький объект неправильной формы».
Этот объект входит в число перечисленных в оригинальной редакции «Нового общего каталога».
Галактика обращена диском к нам. На фотографиях, сделанных на любительском телескопе, видно яркое круглое ядро в обширной внешней оболочке, слегка вытянутой в направлении восток-запад. При визуальных наблюдениях в любительский телескоп с высоким увеличением галактика видна как небольшой, довольно тусклый, но хорошо очерченный объект с равномерной яркостью по всему диску. Находится в 5,6 минуты к северо-северо-западу от яркой звезды поля. Морфологический тип по Вокулёру: SAB(s)0+. Радиальная скорость: 8190 км/с. Расстояние: 366 млн световых лет. Диаметр: 138 тыс. световых лет.